# En dag i september
En dag i september, originaltitel One Day in September och Ein Tag im September är en dokumentärfilm från 1999 om gisslantagningen vid de olympiska spelen i München 1972.
Filmen tilldelades en Oscar för bästa dokumentärfilm 2000.